# Дискография AC/DC
Дискография австралийской рок-группы AC/DC включает в себя 19 студийных альбомов, 6 концертных альбомов, 1 мини-альбом, 14 видеоальбомов и 2 сборника. За время работы группа выпустила 48 синглов, на песни группы было снято 57 видеоклипов. Альбом Who Made Who был выпущен как саундтрек к фильму «Максимальное ускорение», а альбом AC/DC: Iron Man 2 — как саундтрек к фильму «Железный человек 2».
Группа AC/DC (от англ. alternating current/direct current — переменный/постоянный ток) была основана в 1973 году, в Сиднее, братьями Ангусом (соло-гитара) и Малькольмом (ритм-гитара) Янгами. В начале своего существования группа сменила несколько составов, пока в 1975 году не установился постоянный состав, куда, помимо основателей группы, входили Фил Радд (ударные), Марк Эванс (бас-гитара) и Бон Скотт (вокал). В этом же году был издан первый студийный альбом группы High Voltage. В следующем году группа выпустила свой первый международный альбом, который имел аналогичное название, но значительно отличался по содержанию. В 1977 Марк Эванс покинул группу и был заменён Клиффом Уильямсом. В 1979 году группа издаёт альбом Highway to Hell, который стал самым популярным альбомом группы на момент выхода, и достиг 7-кратного платинового статуса в США. 19 февраля 1980 года погиб вокалист и автор песен группы Бон Скотт. Группа оказалась на грани распада, но было принято решение продолжить деятельность с новым вокалистом. После прослушиваний им стал Брайан Джонсон, бывший участник группы Geordie. С ним группа записала свой самый успешный альбом Back in Black. Состав группы оставался неизменным, пока в 1983 году коллектив не покинул Фил Радд. На замену ему пришёл Саймон Райт, однако он ушёл из группы в 1989 году, после записи альбома Blow Up Your Video и был заменён Крисом Слейдом. С ним группа издала всего один студийный альбом, The Razor’s Edge, который получил довольно крупный коммерческий успех, а также сингл «Big Gun», который был записан специально для фильма Последний киногерой и не вошёл ни в один из студийных альбомов группы. В 1995 году в коллектив вернулся Фил Радд. Последний на данный момент студийный альбом группы, Power up, был выпущен в 2020 году.
AC/DC бесспорно являются наиболее успешной и популярной рок-группой из Австралии и одной из самых известных в мире. Всего группа продала около 200 млн экземпляров альбомов по всему миру. К 2020 году альбом Back in Black был продан тиражом более 25 млн экземпляров в США (более 49 млн по всему миру) и является третьим самым продаваемым в истории.

## Альбомы

### Студийные альбомы
| Год                                        | Детали                                                                                        | Максимальная позиция | Максимальная позиция | Максимальная позиция | Максимальная позиция | Максимальная позиция | Максимальная позиция | Максимальная позиция | Максимальная позиция | Максимальная позиция | Максимальная позиция | Максимальная позиция | Сертификат |
| Год                                        | Детали                                                                                        | AU                   | AT                   | CA                   | FR                   | DE                   | NO                   | NZ                   | SE                   | СH                   | GB                   | US                   | Сертификат |
| ------------------------------------------ | --------------------------------------------------------------------------------------------- | -------------------- | -------------------- | -------------------- | -------------------- | -------------------- | -------------------- | -------------------- | -------------------- | -------------------- | -------------------- | -------------------- | --- |
| 1975                                       | High Voltage (Австралия) - Релиз: 17 февраля 1975 - Лейбл: Albert Productions                 | 7                    | —                    | —                    | —                    | —                    | —                    | —                    | —                    | —                    | —                    | —                    | |
| 1975                                       | T.N.T. (Австралия) - Релиз: 1 декабря 1975 - Лейбл: Albert Productions                        | 1                    | —                    | —                    | —                    | —                    | —                    | 35                   | —                    | —                    | —                    | —                    | |
| 1976                                       | High Voltage (Международная версия) - Релиз: 14 мая 1976 - Лейбл: Atlantic                    | —                    | —                    | —                    | 7                    | —                    | —                    | —                    | —                    | —                    | —                    | 146                  | - DE: Золотой - GB: Серебряный - US: 3× Платиновый |
| 1976                                       | Dirty Deeds Done Dirt Cheap (Австралия) - Релиз: 20 сентября 1976 - Лейбл: Albert Productions | 4                    | —                    | —                    | —                    | —                    | —                    | —                    | —                    | —                    | —                    | —                    | |
| 1976                                       | Dirty Deeds Done Dirt Cheap (Международная версия) - Релиз: 17 декабря 1976 - Лейбл: Atlantic | —                    | —                    | —                    | 15                   | —                    | —                    | 20                   | 50                   | —                    | —                    | 3                    | - DE: Платиновый - GB: Серебряный - US: 6× Платиновый                                                                                                   |
| 1977                                       | Let There Be Rock (Австралия) - Релиз: 21 марта 1977 - Лейбл: Albert Productions              | 19                   | —                    | —                    | —                    | —                    | —                    | —                    | —                    | —                    | —                    | —                    | |
| 1977                                       | Let There Be Rock (Международная версия) - Релиз: 23 июня 1977 - Лейбл: Atlantic              | —                    | —                    | —                    | 9                    | —                    | 37                   | 42                   | 29                   | —                    | 17                   | 154                  | - DE: Золотой - GB: Серебряный - US: 2× Платиновый |
| 1978                                       | Powerage - Релиз: 25 мая 1978 - Лейбл: Atlantic                                               | 22                   | —                    | —                    | 10                   | —                    | —                    | —                    | 19                   | —                    | 26                   | 133                  | - DE: Золотой - GB: Серебряный - US: Платиновый |
| 1979                                       | Highway to Hell - Релиз: 27 июля 1979 - Лейбл: Atlantic                                       | 13                   | 38                   | 40                   | 2                    | —                    | 37                   | 46                   | 24                   | 57                   | 8                    | 17                   | - CA: 2× Платиновый - GB: Золотой - US: 7× Платиновый                                                                                                   |
| 1980                                       | Back in Black - Релиз: 25 июля 1980 - Лейбл: Atlantic                                         | 1                    | 6                    | 1                    | 1                    | 42                   | 8                    | 24                   | 12                   | 36                   | 1                    | 4                    | - CA: Бриллиантовый - DE: 2x Платиновый - GB: Золотой - US: 25× Платиновый                                                                              |
| 1981                                       | For Those About to Rock We Salute You - Релиз: 23 ноября 1981 - Лейбл: Atlantic               | 3                    | 7                    | 4                    | 1                    | —                    | 6                    | 6                    | 9                    | —                    | 3                    | 1                    | - DE: Платиновый - GB: Золотой - US: 4× Платиновый |
| 1983                                       | Flick of the Switch - Релиз: 15 август 1983 - Лейбл: Atlantic                                 | 3                    | 9                    | 12                   | 5                    | —                    | 4                    | 8                    | 8                    | 28                   | 4                    | 15                   | - DE: Золотой - GB: Золотой - US: Платиновый |
| 1985                                       | Fly on the Wall - Релиз: 28 июня 1985 - Лейбл: Atlantic                                       | 4                    | 24                   | 30                   | 19                   | —                    | 17                   | 22                   | 10                   | 19                   | 7                    | 32                   | - DE: Золотой - GB: Серебряный - US: Платиновый |
| 1988                                       | Blow Up Your Video - Релиз: 18 января 1988 - Лейбл: Epic                                      | 2                    | 15                   | 14                   | 21                   | —                    | 3                    | 3                    | 4                    | 4                    | 2                    | 12                   | - FI: Золотой - DE: Золотой - GB: Золотой - US: Платиновый                                                                                              |
| 1990                                       | The Razor’s Edge - Релиз: 21 сентября 1990 - Лейбл: Atlantic                                  | 3                    | 11                   | 1                    | 5                    | 55                   | 2                    | 2                    | 5                    | 2                    | 4                    | 2                    | - CA: 5× Платиновый - FI: Платиновый - DE: 2x Платиновый - GB: Золотой - US: 5× Платиновый                                                              |
| 1995                                       | Ballbreaker - Релиз: 26 сентября 1995 - Лейбл: East West                                      | 1                    | 2                    | 4                    | 2                    | 4                    | 4                    | 2                    | 1                    | 1                    | 6                    | 4                    | - FI: Золотой - DE: Золотой - US: 2× Платиновый |
| 2000                                       | Stiff Upper Lip - Релиз: 28 февраля 2000 - Лейбл: East West                                   | 3                    | 1                    | 5                    | 2                    | 1                    | 6                    | 12                   | 1                    | 2                    | 12                   | 7                    | - AU: Платиновый - CA: Платиновый - FI: Золотой - DE: 3x Золотой - GB: Платиновый - US: Платиновый                                                      |
| 2008                                       | Black Ice - Релиз: 17 октября 2008 - Лейбл: Columbia                                          | 1                    | 1                    | 1                    | 1                    | 1                    | 1                    | 1                    | 1                    | 1                    | 1                    | 1                    | - AU: 5× Платиновый - CA: 5× Платиновый - FI: 2x Платиновый - DE: 5x Платиновый - UK: Платиновый - US: 2× Платиновый                                    |
| 2014                                       | Rock or Bust - Релиз: 28 Ноября 2014 - Лейбл: Columbia                                        | 1                    | 1                    | 1                    | 1                    | 1                    | 1                    | 2                    | 1                    | 1                    | 3                    | 3                    | - AU: Платиновый - AT: 2x Платиновый - CA: Платиновый - FRA: 3x Платиновый - NZ: Gold - DE: 3x Платиновый - SWI: Платиновый - UK: Золотой - US: Золотой |
| 2020                                       | Power Up - Релиз: 13 Ноября 2020 - Лейбл: Columbia                                            | 1                    | 1                    | 1                    | 1                    | 1                    | 1                    | 1                    | 1                    | 1                    | 1                    | 1                    | |
| «—» ставится, если альбом не попал в чарт. |                                                                                               |                      |                      |                      |                      |                      |                      |                      |                      |                      |                      |                      | |

### Саундтреки
| Год                                        | Детали                                               | Максимальная позиция | Максимальная позиция | Максимальная позиция | Максимальная позиция | Максимальная позиция | Максимальная позиция | Максимальная позиция | Максимальная позиция | Максимальная позиция | Максимальная позиция | Максимальная позиция | Сертификат                                                       |
| Год                                        | Детали                                               | AU                   | AU                   | CA                   | FR                   | DE                   | NO                   | NZ                   | SE                   | CH                   | GB                   | US                   | Сертификат                                                       |
| ------------------------------------------ | ---------------------------------------------------- | -------------------- | -------------------- | -------------------- | -------------------- | -------------------- | -------------------- | -------------------- | -------------------- | -------------------- | -------------------- | -------------------- | ---------------------------------------------------------------- |
| 1986                                       | Who Made Who - Релиз: 24 мая 1986 - Лейбл: Atlantic  | 4                    | 28                   | 12                   | 30                   | —                    | —                    | 24                   | 21                   | 21                   | 11                   | 33                   | - DE: Платиновый - US: 5× Платиновый                             |
| 2010                                       | Iron Man 2 - Релиз: 19 апреля 2010 - Лейбл: Columbia | 2                    | 1                    | 1                    | —                    | 1                    | 1                    | 1                    | 1                    | 1                    | 1                    | 4                    | - AU: Платиновый - FI: Платиновый - DE: Золотой - GB: Платиновый |
| «—» ставится, если альбом не попал в чарт. |                                                      |                      |                      |                      |                      |                      |                      |                      |                      |                      |                      |                      |                                                                  |

### Концертные альбомы
| Год                                        | Детали                                                                     | Максимальная позиция | Максимальная позиция | Максимальная позиция | Максимальная позиция | Максимальная позиция | Максимальная позиция | Максимальная позиция | Максимальная позиция | Максимальная позиция | Максимальная позиция | Максимальная позиция | Сертификат                                                                                         |
| Год                                        | Детали                                                                     | AU                   | AT                   | CA                   | FR                   | DE                   | NO                   | NZ                   | SE                   | CH                   | GB                   | US                   | Сертификат                                                                                         |
| ------------------------------------------ | -------------------------------------------------------------------------- | -------------------- | -------------------- | -------------------- | -------------------- | -------------------- | -------------------- | -------------------- | -------------------- | -------------------- | -------------------- | -------------------- | -------------------------------------------------------------------------------------------------- |
| 1978                                       | If You Want Blood You’ve Got It - Релиз: 13 октября 1978 - Лейбл: Atlantic | 37                   | —                    | —                    | 10                   | —                    | —                    | —                    | —                    | —                    | 13                   | 113                  | - DE: Платиновый - GB: Золотой - US: Платиновый                                                    |
| 1992                                       | Live - Релиз: 27 октября 1992 - Лейбл: Atco                                | 1                    | 21                   | 28                   | 1                    | 15                   | 10                   | 3                    | 25                   | 10                   | 5                    | 15                   | - AU: 3× Платиновый - CA: Платиновый - FI: Золотой - DE: Золотой - GB: Золотой - US: 3× Платиновый |
| 1992                                       | Live: 2 CD Collector’s Edition - Релиз: 27 октября 1992 - Лейбл: Atco      | 44                   | 7                    | 13                   | —                    | 5                    | —                    | —                    | 9                    | 5                    | —                    | 34                   | - US: 2× Платиновый                                                                                |
| 1997                                       | Live from the Atlantic Studios - Релиз: 18 ноября 1997 - Лейбл: East West  | —                    | —                    | —                    | —                    | —                    | —                    | —                    | —                    | —                    | —                    | —                    | |
| 1997                                       | Let There Be Rock: The Movie - Релиз: 18 ноября 1997 - Лейбл: East West    | —                    | —                    | —                    | —                    | —                    | —                    | —                    | —                    | —                    | —                    | —                    | |
| 2012                                       | Live at River Plate - Релиз: 19 ноября 2012 - Лейбл: Columbia              | 11                   | 3                    | —                    | 13                   | 2                    | 6                    | 23                   | 13                   | 4                    | 14                   | 66                   | - DE: Золотой - US: Золотой                                                                        |
| «—» ставится, если альбом не попал в чарт. |                                                                            |                      |                      |                      |                      |                      |                      |                      |                      |                      |                      |                      | |

### Мини-альбомы
| Год  | Детали                                               | Максимальная позиция | Максимальная позиция | Сертификат       |
| Год  | Детали                                               | FR                   | US                   | Сертификат       |
| ---- | ---------------------------------------------------- | -------------------- | -------------------- | ---------------- |
| 1984 | ’74 Jailbreak - Релиз: 15 октября 1984 - Лейбл: Atco | 24                   | 76                   | - US: Платиновый |

### Сборники
| Год                                        | Детали                                                                   | Контент | Максимальная позиция | Максимальная позиция | Максимальная позиция | Максимальная позиция | Максимальная позиция | Максимальная позиция | Максимальная позиция | Максимальная позиция | Максимальная позиция | Сертификат       |
| Год                                        | Детали                                                                   | Контент | AU                   | AT                   | CA                   | FR                   | DE                   | SE                   | CH                   | GB                   | US                   | Сертификат       |
| ------------------------------------------ | ------------------------------------------------------------------------ | --- | -------------------- | -------------------- | -------------------- | -------------------- | -------------------- | -------------------- | -------------------- | -------------------- | -------------------- | ---------------- |
| 1997                                       | Bonfire - Релиз: 18 ноября 1997 - Лейбл: East West - Формат: CD          | - Live from the Atlantic Studios - Let There Be Rock: The Movie - Volts - Back in Black                                                                                           | 21                   | —                    | —                    | 56                   | 71                   | 60                   | —                    | —                    | 90                   | - US: Платиновый |
| 2009                                       | Backtracks - Релиз: 10 ноября 2009 - Лейбл: Columbia - Формат: CD/DVD/LP | - Disc 1: Studio Rarities (CD) - Disc 2: Live Rarities (CD) - Disc 3: Live Rarities (CD) - Family Jewels Disc Three (DVD) - Live at the Circus Krone (DVD) - Studio Rarities (LP) | 16                   | 31                   | —                    | —                    | 10                   | 16                   | 24                   | 134                  | 39                   | - AU: Золотой    |
| «—» ставится, если альбом не попал в чарт. |                                                                          | |                      |                      |                      |                      |                      |                      |                      |                      |                      |                  |

## Видеоальбомы
| Год                                        | Детали | Максимальная позиция | Максимальная позиция | Максимальная позиция | Максимальная позиция | Сертификации                                                                                      |
| Год                                        | Детали | FI                   | DE                   | NZ                   | CH                   | Сертификации                                                                                      |
| ------------------------------------------ | --- | -------------------- | -------------------- | -------------------- | -------------------- | ------------------------------------------------------------------------------------------------- |
| 1980                                       | AC/DC: Let There Be Rock - Релиз: 1 сентября 1980 - Лейбл: Warner Home Video - Формат: VHS,DVD, Blu-ray/DVD                    | 5                    | —                    | —                    | —                    |                                                                                                   |
| 1985                                       | Fly on the Wall - Релиз: 1985 - Лейбл: Atco/Atlantic - Формат: VHS                                                             | —                    | —                    | —                    | —                    |                                                                                                   |
| 1986                                       | Who Made Who - Релиз: 1986 - Лейбл: Atco/Atlantic - Формат: VHS                                                                | —                    | —                    | —                    | —                    | - US: Золотой                                                                                     |
| 1989                                       | AC/DC (Австрал.) - Релиз: 1989 - Лейбл: Atlantic - Формат: VHS                                                                 | —                    | —                    | —                    | —                    |                                                                                                   |
| 1991                                       | Clipped - Релиз: 1 июля 1991 - Лейбл: Atco/Atlantic - Формат: VHS                                                              | —                    | —                    | —                    | —                    |                                                                                                   |
| 1992                                       | Live at Donington - Релиз: 26 октября 1992 - DVD релиз: 2003 - Лейбл: Epic, Albert Productions - Формат: DVD, LD, VHS, Blu-ray | 2                    | 44                   | —                    | —                    | - AU: 6x Платиновый - FI: Золотой - DE: Платиновый - US: 6x Платиновый                            |
| 1992                                       | For Those About to Rock: Monsters in Moscow - Релиз: 14 октября 1992 - Лейбл: Warner Home Video - Формат: VHS                  | —                    | —                    | —                    | —                    |                                                                                                   |
| 1996                                       | No Bull - Релиз: 19 ноября 1996 - Лейбл: EastWest, Elektra/Asylum - Формат: DVD, LD, VHS                                       | —                    | —                    | —                    | —                    | - AU: 6x Платиновый - CA: 3x Платиновый - US: Золотой                                             |
| 2001                                       | Stiff Upper Lip Live - Релиз: 4 декабря 2001 - Лейбл: Elektra/Asylum - Формат: DVD, VHS                                        | —                    | —                    | —                    | —                    | - US: Золотой                                                                                     |
| 2005                                       | Family Jewels - Релиз: 28 марта 2005 - Лейбл: Albert Productions/Epic Music Video/Sony BMG - Формат: DVD                       | 1                    | 7                    | 1                    | 13                   | - AU: 8x Платиновый - CA: 5x Платиновый - FI: Платиновый - DE: 2x Платиновый - US: 10x Платиновый |
| 2007                                       | Plug Me In - Релиз: 16 октября 2007 - Лейбл: Columbia/Albert Productions - Формат: DVD                                         | 1                    | 3                    | 1                    | 34                   | - AU: 4x Платиновый - CA: 3x Платиновый - FI: Платиновый - US: 5x Платиновый                      |
| 2008                                       | No Bull: The Director’s Cut - Релиз: 9 сентября 2008 - Лейбл: Columbia - Формат: Blu-ray, DVD                                  | 1                    | 35                   | 1                    | —                    | - DE: Золотой                                                                                     |
| 2011                                       | Live at River Plate - Релиз: 10 мая 2011 - Лейбл: Columbia - Формат: Blu-ray, DVD                                              | 1                    | 1                    | 1                    | —                    | - AU: 3x Платиновый                                                                               |
| 2011                                       | AC/DC: Let There Be Rock - Релиз: 7 июня 2011 - Лейбл: Warner Home Video - Формат: Blu-ray, DVD                                | —                    | —                    | —                    | —                    |                                                                                                   |
| «—» ставится, если альбом не попал в чарт. | |                      |                      |                      |                      |                                                                                                   |

## Синглы
| Год                                       | Сингл                                           | Максимальная позиция | Максимальная позиция | Максимальная позиция | Максимальная позиция | Максимальная позиция | Максимальная позиция | Максимальная позиция | Максимальная позиция | Максимальная позиция | Максимальная позиция | Альбом                                |
| Год                                       | Сингл                                           | AU                   | CA                   | DE                   | NL                   | NZ                   | SE                   | CH                   | GB                   | US                   | US Main.             | Альбом                                |
| ----------------------------------------- | ----------------------------------------------- | -------------------- | -------------------- | -------------------- | -------------------- | -------------------- | -------------------- | -------------------- | -------------------- | -------------------- | -------------------- | ------------------------------------- |
| 1974                                      | «Can I Sit Next to You Girl»                    | —                    | —                    | —                    | —                    | —                    | —                    | —                    | —                    | —                    | —                    | Внеальбомный сингл                    |
| 1975                                      | «Love Song (Oh Jene)» / «Baby, Please Don't Go» | 10                   | —                    | —                    | —                    | —                    | —                    | —                    | —                    | —                    | —                    | High Voltage                          |
| 1975                                      | «High Voltage»                                  | 6                    | —                    | —                    | —                    | —                    | —                    | —                    | —                    | —                    | —                    | T.N.T.                                |
| 1976                                      | «T.N.T.»                                        | 11                   | —                    | —                    | —                    | —                    | —                    | —                    | —                    | —                    | —                    | T.N.T.                                |
| 1976                                      | «It’s a Long Way to the Top»                    | 5                    | —                    | —                    | —                    | —                    | —                    | —                    | —                    | —                    | —                    | T.N.T.                                |
| 1976                                      | «Jailbreak»                                     | 5                    | —                    | —                    | —                    | —                    | —                    | —                    | —                    | —                    | —                    | Dirty Deeds Done Dirt Cheap           |
| 1976                                      | «Dirty Deeds Done Dirt Cheap»                   | 21                   | —                    | —                    | —                    | —                    | —                    | —                    | —                    | —                    | —                    | Dirty Deeds Done Dirt Cheap           |
| 1977                                      | «Dog Eat Dog»                                   | —                    | —                    | —                    | —                    | —                    | —                    | —                    | —                    | —                    | —                    | Let There Be Rock                     |
| 1977                                      | «Love at First Feel»                            | 31                   | —                    | —                    | —                    | —                    | —                    | —                    | —                    | —                    | —                    | Dirty Deeds Done Dirt Cheap           |
| 1977                                      | «Let There Be Rock»                             | —                    | —                    | —                    | —                    | —                    | —                    | —                    | —                    | —                    | —                    | Let There Be Rock                     |
| 1977                                      | «Whole Lotta Rosie»                             | —                    | —                    | —                    | 5                    | —                    | —                    | —                    | —                    | —                    | —                    | Let There Be Rock                     |
| 1978                                      | «Rock ’n’ Roll Damnation»                       | —                    | —                    | —                    | 18                   | —                    | —                    | —                    | 24                   | —                    | —                    | Powerage                              |
| 1978                                      | «Whole Lotta Rosie» (live)                      | —                    | —                    | —                    | —                    | —                    | —                    | —                    | —                    | —                    | —                    | If You Want Blood You’ve Got It       |
| 1979                                      | «Girls Got Rhythm»                              | —                    | —                    | —                    | —                    | —                    | —                    | —                    | —                    | —                    | —                    | Highway to Hell                       |
| 1979                                      | «Highway to Hell»                               | 24                   | —                    | 30                   | 17                   | —                    | —                    | —                    | 56                   | 47                   | —                    | Highway to Hell                       |
| 1980                                      | «Touch Too Much»                                | —                    | —                    | 13                   | —                    | —                    | —                    | —                    | 29                   | 106                  | —                    | Highway to Hell                       |
| 1980                                      | «Whole Lotta Rosie» (live) (переиздание)        | —                    | —                    | —                    | —                    | —                    | —                    | —                    | 36                   | —                    | —                    | If You Want Blood (You’ve Got It)     |
| 1980                                      | «Dirty Deeds Done Dirt Cheap» (переиздание)     | —                    | —                    | —                    | —                    | —                    | —                    | —                    | 47                   | —                    | 4                    | Dirty Deeds Done Dirt Cheap           |
| 1980                                      | «High Voltage» (переиздание)                    | —                    | —                    | —                    | —                    | —                    | —                    | —                    | 48                   | —                    | —                    | High Voltage                          |
| 1980                                      | «It’s a Long Way to the Top» (переиздание)      | —                    | —                    | —                    | —                    | —                    | —                    | —                    | 55                   | —                    | —                    | High Voltage                          |
| 1980                                      | «You Shook Me All Night Long»                   | 8                    | —                    | 29                   | —                    | —                    | —                    | —                    | 38                   | 35                   | —                    | Back in Black                         |
| 1980                                      | «Hells Bells»                                   | —                    | —                    | 25                   | —                    | —                    | —                    | —                    | —                    | —                    | 50                   | Back in Black                         |
| 1981                                      | «Back in Black»                                 | —                    | —                    | —                    | —                    | —                    | —                    | —                    | —                    | 37                   | 51                   | Back in Black                         |
| 1981                                      | «Big Balls»                                     | —                    | —                    | —                    | —                    | —                    | —                    | —                    | —                    | —                    | 26                   | Dirty Deeds Done Dirt Cheap           |
| 1981                                      | «Rock and Roll Ain’t Noise Pollution»           | 7                    | —                    | —                    | —                    | —                    | —                    | —                    | 15                   | —                    | —                    | Back in Black                         |
| 1982                                      | «Let’s Get It Up»                               | —                    | 9                    | 33                   | —                    | —                    | 18                   | —                    | 13                   | 44                   | 9                    | For Those About to Rock We Salute You |
| 1982                                      | «For Those About to Rock (We Salute You)»       | —                    | —                    | —                    | —                    | —                    | —                    | —                    | 15                   | —                    | 4                    | For Those About to Rock We Salute You |
| 1983                                      | «Guns for Hire»                                 | —                    | —                    | —                    | —                    | —                    | —                    | —                    | 37                   | 84                   | 37                   | Flick of the Switch                   |
| 1983                                      | «Nervous Shakedown»                             | —                    | —                    | —                    | —                    | —                    | —                    | —                    | 35                   | —                    | —                    | Flick of the Switch                   |
| 1983                                      | «Flick of the Switch»                           | —                    | —                    | —                    | —                    | —                    | —                    | —                    | —                    | —                    | 26                   | Flick of the Switch                   |
| 1984                                      | «Jailbreak»                                     | —                    | —                    | —                    | —                    | —                    | —                    | —                    | —                    | —                    | 33                   | ’74 Jailbreak                         |
| 1985                                      | «Danger»                                        | —                    | —                    | —                    | —                    | 47                   | —                    | —                    | 48                   | —                    | —                    | Fly on the Wall                       |
| 1985                                      | «Sink the Pink»                                 | —                    | —                    | —                    | —                    | —                    | —                    | —                    | —                    | —                    | —                    | Fly on the Wall                       |
| 1986                                      | «Shake Your Foundations»                        | —                    | —                    | —                    | —                    | —                    | —                    | —                    | 24                   | —                    | —                    | Fly on the Wall                       |
| 1986                                      | «Who Made Who»                                  | —                    | —                    | —                    | —                    | 35                   | —                    | —                    | 16                   | —                    | 23                   | Who Made Who                          |
| 1986                                      | «You Shook Me All Night Long» (переиздание)     | —                    | —                    | —                    | —                    | —                    | —                    | —                    | 46                   | —                    | —                    | Who Made Who                          |
| 1988                                      | «Heatseeker»                                    | 5                    | 79                   | 26                   | 82                   | 29                   | 7                    | 15                   | 12                   | —                    | 20                   | Blow Up Your Video                    |
| 1988                                      | «That’s the Way I Wanna Rock ’n’ Roll»          | —                    | —                    | —                    | —                    | 35                   | —                    | —                    | 22                   | —                    | 28                   | Blow Up Your Video                    |
| 1990                                      | «Thunderstruck»                                 | 4                    | 6                    | 21                   | 3                    | 3                    | —                    | 16                   | 13                   | —                    | 5                    | The Razor’s Edge                      |
| 1990                                      | «Moneytalks»                                    | 21                   | 12                   | —                    | 24                   | 9                    | —                    | —                    | 36                   | 23                   | 3                    | The Razor’s Edge                      |
| 1991                                      | «Are You Ready»                                 | 18                   | —                    | 38                   | —                    | 1                    | —                    | —                    | 34                   | —                    | 16                   | The Razor’s Edge                      |
| 1992                                      | «Highway to Hell» (live)                        | 29                   | —                    | —                    | 69                   | 9                    | 36                   | 37                   | 14                   | —                    | 29                   | Live                                  |
| 1993                                      | «Dirty Deeds Done Dirt Cheap» (live)            | —                    | —                    | —                    | —                    | 34                   | —                    | —                    | 68                   | —                    | —                    | Live                                  |
| 1993                                      | «Big Gun»                                       | 19                   | 66                   | 20                   | 18                   | 3                    | 11                   | 5                    | 23                   | 65                   | 1                    | Последний киногерой                   |
| 1995                                      | «Hard as a Rock»                                | 14                   | —                    | 25                   | —                    | 16                   | 19                   | 28                   | 33                   | —                    | 1                    | Ballbreaker                           |
| 1996                                      | «Hail Caesar»                                   | —                    | —                    | —                    | —                    | —                    | —                    | —                    | 56                   | —                    | —                    | Ballbreaker                           |
| 1996                                      | «Cover You in Oil»                              | —                    | 83                   | —                    | —                    | —                    | —                    | —                    | 90                   | —                    | 9                    | Ballbreaker                           |
| 1997                                      | «Dirty Eyes»                                    | —                    | —                    | 71                   | —                    | —                    | —                    | —                    | —                    | —                    | 6                    | Bonfire                               |
| 2000                                      | «Stiff Upper Lip»                               | —                    | —                    | —                    | —                    | —                    | —                    | —                    | 65                   | 115                  | 1                    | Stiff Upper Lip                       |
| 2000                                      | «Satellite Blues»                               | 23                   | —                    | —                    | —                    | —                    | —                    | —                    | —                    | —                    | 7                    | Stiff Upper Lip                       |
| 2001                                      | «Safe in New York City»                         | —                    | —                    | —                    | —                    | —                    | —                    | —                    | —                    | —                    | 21                   | Stiff Upper Lip                       |
| 2008                                      | «Rock ’n’ Roll Train»                           | —                    | 45                   | —                    | —                    | —                    | —                    | —                    | —                    | —                    | 1                    | Black Ice                             |
| 2008                                      | «Big Jack»                                      | —                    | 83                   | —                    | —                    | —                    | —                    | —                    | —                    | —                    | 10                   | Black Ice                             |
| 2009                                      | «Anything Goes»                                 | —                    | —                    | —                    | —                    | —                    | —                    | —                    | —                    | —                    | 34                   | Black Ice                             |
| 2009                                      | «Money Made»                                    | —                    | —                    | —                    | —                    | —                    | —                    | —                    | —                    | —                    | —                    | Black Ice                             |
| 2011                                      | «Shoot to Thrill» (live)                        | —                    | —                    | —                    | —                    | —                    | —                    | —                    | —                    | —                    | —                    | Live at River Plate                   |
| 2014                                      | «Play Ball»                                     | 53                   | —                    | —                    | —                    | —                    | —                    | 19                   | 85                   | —                    | 5                    | Rock or Bust                          |
| 2014                                      | «Rock or Bust»                                  | —                    | —                    | —                    | —                    | —                    | —                    | —                    | —                    | —                    | —                    | Rock or Bust                          |
| «—» ставится, если сингл не попал в чарт. |                                                 |                      |                      |                      |                      |                      |                      |                      |                      |                      |                      |                                       |

## Видеоклипы
| Год  | Видео                                                     | Режиссёр                      |
| ---- | --------------------------------------------------------- | ----------------------------- |
| 1975 | «High Voltage»                                            | Larry Larstead                |
| 1975 | «Baby, Please Don’t Go»                                   |                               |
| 1975 | «Show Business»                                           |                               |
| 1976 | «Jailbreak»                                               | Paul Drane                    |
| 1976 | «It’s a Long Way to the Top (If You Wanna Rock ’n’ Roll)» | Paul Drane                    |
| 1976 | «Problem Child»                                           | Рассел Малкэхи                |
| 1976 | «Baby Please Don’t Go»                                    | Рассел Малкэхи                |
| 1976 | «Dirty Deeds Done Dirt Cheap»                             |                               |
| 1977 | «Dog Eat Dog»                                             |                               |
| 1977 | «Let There Be Rock»                                       |                               |
| 1978 | «Rock ’n’ Roll Damnation»                                 |                               |
| 1978 | «Sin City»                                                |                               |
| 1978 | «Riff Raff»                                               |                               |
| 1978 | «Fling Thing/Rocker»                                      |                               |
| 1978 | «Whole Lotta Rosie»                                       |                               |
| 1979 | «Shot Down in Flames»                                     |                               |
| 1979 | «Walk All Over You»                                       |                               |
| 1979 | «Touch Too Much»                                          |                               |
| 1979 | «If You Want Blood (You’ve Got It)»                       |                               |
| 1980 | «Girls Got Rhythm»                                        |                               |
| 1980 | «Highway to Hell»                                         |                               |
| 1980 | «Back in Black»                                           | Eric Dionysius & Eric Mistler |
| 1980 | «Hells Bells»                                             | Eric Dionysius & Eric Mistler |
| 1980 | «Let Me Put My Love Into You»                             | Eric Dionysius & Eric Mistler |
| 1980 | «You Shook Me All Night Long»                             | Eric Dionysius & Eric Mistler |
| 1980 | «What Do You Do For Money Honey»                          | Eric Dionysius & Eric Mistler |
| 1980 | «Rock and Roll Ain’t Noise Pollution»                     | Eric Dionysius & Eric Mistler |
| 1981 | «Put the Finger On You»                                   | Derek Burbidge                |
| 1981 | «Let’s Get It Up»                                         | Derek Burbidge                |
| 1982 | «For Those About to Rock (We Salute You)»                 | Derek Burbidge                |
| 1982 | «Flick of the Switch»                                     | Paul Becher                   |
| 1983 | «Nervous Shakedown»                                       | Paul Becher                   |
| 1983 | «Guns For Hire»                                           | Paul Becher                   |
| 1985 | «Sink the Pink»                                           | Brian Ward                    |
| 1985 | «Danger»                                                  | Brian Ward                    |
| 1985 | «Stand Up»                                                | Brian Ward                    |
| 1985 | «Fly on the Wall»                                         | Brian Ward                    |
| 1985 | «Shake Your Foundations»                                  | Brian Ward                    |
| 1986 | «You Shook Me All Night Long»                             | David Mallet                  |
| 1986 | «Who Made Who»                                            | David Mallet                  |
| 1987 | «Heatseeker»                                              | David Mallet                  |
| 1988 | «That’s the Way I Wanna Rock ’n’ Roll»                    | David Mallet                  |
| 1990 | «Thunderstruck»                                           | David Mallet                  |
| 1990 | «Moneytalks»                                              | David Mallet                  |
| 1991 | «Are You Ready?»                                          | David Mallet                  |
| 1993 | «Big Gun»                                                 | David Mallet                  |
| 1995 | «Cover You In Oil»                                        | David Mallet                  |
| 1995 | «Hard As A Rock»                                          | David Mallet                  |
| 1996 | Hail Caesar                                               | David Mallet                  |
| 2000 | «Stiff Upper Lip»                                         | Andy Morahan                  |
| 2000 | «Satellite Blues»                                         | Andy Morahan                  |
| 2000 | «Safe in New York City»                                   | Andy Morahan                  |
| 2008 | «Rock ’N Roll Train»                                      | David Mallet                  |
| 2009 | «Anything Goes»                                           | David Mallet                  |
| 2010 | «Shoot to Thrill»                                         | David Mallet                  |
| 2014 | «Play Ball»                                               | David Mallet                  |
| 2014 | «Rock or Bust»                                            | David Mallet                  |

## Книги
- AC/DC: The World’s Most Electrifying Rock ’n’ Roll Band! (англ.) / Malcolm Dome[англ.]. — 1. — London: Virgin Books[англ.], 1995. — 256 p. — (The Kerrang! Files!). — ISBN 0-86369-908-1.
- Michael Browning. Dog Eat Dog: A Story of Survival, Struggle and Triumph by the Man Who Put AC/DC on the World Stage (англ.). — 1. — Crows Nest: Allen & Unwin, 2014. — 337 p. — ISBN 978-1-76011-191-5.
- Bunton, Richard. AC/DC: Hell Ain’t No Bad Place to Be (англ.). — Omnibus, 1983. — ISBN 0-711-90082-5.
- Dome, Malcolm. AC/DC (англ.). — Proteus Books, 1982. — ISBN 0-862-76011-9.
- Neil Daniels[англ.]. AC/DC: The Early Years & Bon Scott (англ.). — 1. — London: Bonnier Zaffre, 2013. — 300 p. — ISBN 978-1-7860-6153-9.
- Murray Engleheart, Arnaud Durieux. AC/DC: Maximum Rock & Roll (англ.). — 1. — New York: Harper Entertainment, 2008. — 488 p. — ISBN 978-0-06-113392-3.
- Mark Evans. Dirty Deeds: My Life Inside/Outside of AC/DC (англ.). — 1. — New York: Bazillion Points, 2011. — 270 p. — ISBN 978-1-935950-04-5.
- Jesse Fink[англ.]. Bon: The Last Highway; The Untold Story of Bon Scott and AC/DC’s Back in Black (англ.). — 1. — Edinburgh: Black & White Publishing, 2017. — 461 p. — ISBN 978-1-78530-138-4.
- Holmes, Tim. AC/DC — Monsters of Metal (англ.). — Ballantine, 1986. — ISBN 0-345-33239-3.
- Martin Huxley. AC/DC: The World’s Heaviest Rock (англ.). — 1. — London: Boxtree Limited, 1996. — 211 p. — ISBN 0-7522-0268-5.
- Susan Masino. The Story of AC/DC: Let There be Rock (англ.). — 1. — New York: Omnibus Press, 2006. — 244 p. — ISBN 978-0-8256-3469-7.
- Heather Miller. AC/DC: Hard Rock Band (англ.). — 1. — Berkeley Heights: Enslow Publishing, 2010. — 104 p. — ISBN 978-0-7660-3031-2.
- Martin Popoff. AC/DC: Album by Album (англ.). — 1. — Minneapolis: Voyageur Press, 2017. — 264 p. — ISBN 978-0-7603-5374-5.
- Paul Stenning. AC/DC: Two Sides to Every Glory (англ.). — 1. — London: A Chrome Dreams Publications, 2005. — 320 p. — ISBN 1-84240-308-7.
- Phil Sutcliffe. AC/DC: High-Voltage Rock ’n’ Roll: The Ultimate Illustrated History (англ.). — 1. — Minneapolis: MBI Publishing Company, 2010. — 227 p. — ISBN 978-0-7603-3832-2.
- Mick Wall. AC/DC: Hell Ain’t a Bad Place to Be (англ.). — 1. — London: Orion Books, 2012. — 438 p. — ISBN 978-1-4091-1534-2.